# 阿尔谢特
阿尔谢特（法語：Archettes，法語發音：[aʁʃɛt] ⓘ）是法国大东部大区孚日省的一个市镇，位于省会埃皮纳勒市区东南，摩泽尔河右岸，属于埃皮纳勒区和埃皮纳勒城市圈公共社区。

## 地理
阿尔谢特（48°7'29"N, 6°32'5"E）面积13.93 平方千米，位于法国大東部大區孚日省，该省份为法国东北部内陆省份，北起默兹省和默尔特-摩泽尔省，西接上马恩省，南至上索恩省和贝尔福地区省，东临上莱茵省和下莱茵省。
与阿尔谢特接壤的市镇（或旧市镇、城区）包括：雅梅尼勒、普克瑟、阿尔什、拉巴夫、舍尼梅尼勒、埃皮纳勒。

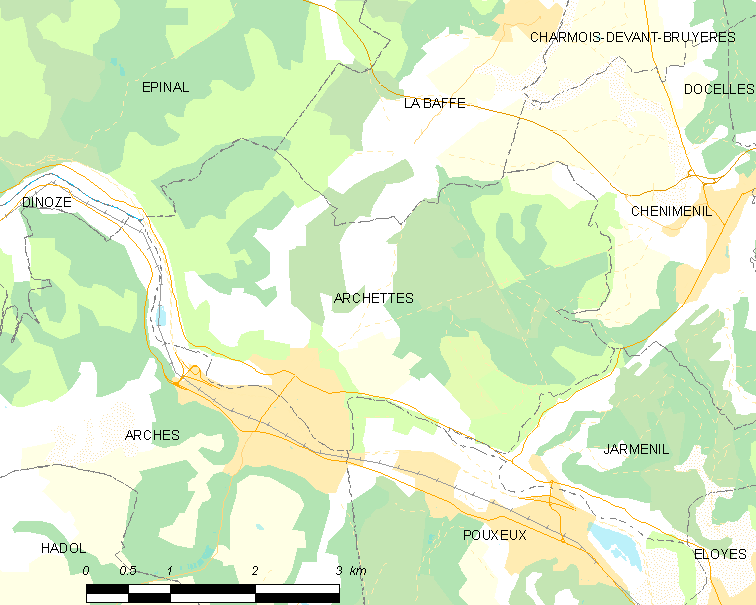
阿尔谢特的OSM定位图

阿尔谢特的时区为UTC+01:00、UTC+02:00（夏令时）。

## 行政
阿尔谢特的邮政编码为88380，INSEE市镇编码为88012。

## 政治
阿尔谢特所属的省级选区为埃皮纳勒第二县。

## 人口

1962-2008年间阿尔谢特人口变化图示

阿尔谢特于2022年1月1日时的人口数量为1110人。